# Algorithme de Strassen

Algorithme de Strassen où sont représentés les matrices C_{i,j} ainsi que les 7 nouvelles matrices M_{i}

En mathématiques, plus précisément en algèbre linéaire, l’algorithme de Strassen est un algorithme calculant le produit de deux matrices carrées de taille n, proposé par Volker Strassen en 1969. La complexité de l'algorithme est en {\displaystyle O(n^{2,807})}, avec pour la première fois un exposant inférieur à celui de la multiplication naïve qui est en {\displaystyle O(n^{3})}. Par contre, il a l'inconvénient de ne pas être stable numériquement.

## Histoire
L'algorithme de Strassen est le premier algorithme de multiplication de matrices {\displaystyle n\times n} demandant asymptotiquement un nombre d'opérations arithmétiques (additions et multiplications) inférieur à {\displaystyle O(n^{3})}. Ce n'est cependant pas le premier algorithme « plus rapide » que l'algorithme naïf : Shmuel Winograd avait donné en 1967[réf. nécessaire] un algorithme demandant environ {\displaystyle n^{3}/2} multiplications dans le cas de matrices à coefficients dans un anneau commutatif, contre {\displaystyle n^{3}}  environ pour l'algorithme naïf ; mais on ignorait s'il était possible de multiplier des matrices en complexité sous-cubique.
De surcroît, l'article de Strassen montre comment utiliser l'algorithme rapide de multiplication pour calculer l'inverse d'une matrice avec la même borne de complexité. Il prouve ainsi que l'algorithme usuel du pivot de Gauss n'est pas optimal.
Le travail de Strassen a ouvert un champ de recherche important en informatique théorique. La question centrale dans ce domaine est de savoir s'il est possible de multiplier deux matrices {\displaystyle n\times n} en {\displaystyle O(n^{\omega })} opérations pour {\displaystyle \omega } arbitrairement proche de {\displaystyle 2}. Parmi les résultats importants qui suivront, on peut citer notamment l'algorithme de Coppersmith-Winograd (1987), dont la complexité {\displaystyle O(n^{2,376})} est longtemps restée la meilleure connue.

## Description de l'algorithme
Soit R un anneau unitaire et soient A et B des matrices carrées de taille n dont les coefficients sont éléments de l'ensemble sous-jacent à R. Pour des raisons de simplicité, on traite le cas où n est une puissance de 2. On peut toujours se ramener à ce cas en rajoutant éventuellement des colonnes et des lignes de zéros. L'algorithme de Strassen permet de calculer la matrice produit C.
Les trois matrices A, B et C sont divisées en matrices par blocs de taille égale :
{\displaystyle \mathbf {A} ={\begin{bmatrix}\mathbf {A} _{1,1}&\mathbf {A} _{1,2}\\\mathbf {A} _{2,1}&\mathbf {A} _{2,2}\end{bmatrix}}{\mbox{ , }}\mathbf {B} ={\begin{bmatrix}\mathbf {B} _{1,1}&\mathbf {B} _{1,2}\\\mathbf {B} _{2,1}&\mathbf {B} _{2,2}\end{bmatrix}}{\mbox{ , }}\mathbf {C} ={\begin{bmatrix}\mathbf {C} _{1,1}&\mathbf {C} _{1,2}\\\mathbf {C} _{2,1}&\mathbf {C} _{2,2}\end{bmatrix}}}
où
{\displaystyle \mathbf {A} _{i,j},\mathbf {B} _{i,j},\mathbf {C} _{i,j}\in F^{n/2}\times F^{n/2}.}
On a alors
{\displaystyle \mathbf {C} _{1,1}=\mathbf {A} _{1,1}\mathbf {B} _{1,1}+\mathbf {A} _{1,2}\mathbf {B} _{2,1}}
{\displaystyle \mathbf {C} _{1,2}=\mathbf {A} _{1,1}\mathbf {B} _{1,2}+\mathbf {A} _{1,2}\mathbf {B} _{2,2}}
{\displaystyle \mathbf {C} _{2,1}=\mathbf {A} _{2,1}\mathbf {B} _{1,1}+\mathbf {A} _{2,2}\mathbf {B} _{2,1}}
{\displaystyle \mathbf {C} _{2,2}=\mathbf {A} _{2,1}\mathbf {B} _{1,2}+\mathbf {A} _{2,2}\mathbf {B} _{2,2}}
Cette méthode nécessite 8 multiplications de matrices pour calculer les Ci,j, comme dans le produit classique.
La force de l'algorithme de Strassen réside dans un ensemble de sept nouvelles matrices Mi qui vont servir à exprimer les Ci,j avec seulement 7 multiplications au lieu de 8 :
{\displaystyle \mathbf {M} _{1}:=(\mathbf {A} _{1,1}+\mathbf {A} _{2,2})(\mathbf {B} _{1,1}+\mathbf {B} _{2,2})}
{\displaystyle \mathbf {M} _{2}:=(\mathbf {A} _{2,1}+\mathbf {A} _{2,2})\mathbf {B} _{1,1}}
{\displaystyle \mathbf {M} _{3}:=\mathbf {A} _{1,1}(\mathbf {B} _{1,2}-\mathbf {B} _{2,2})}
{\displaystyle \mathbf {M} _{4}:=\mathbf {A} _{2,2}(\mathbf {B} _{2,1}-\mathbf {B} _{1,1})}
{\displaystyle \mathbf {M} _{5}:=(\mathbf {A} _{1,1}+\mathbf {A} _{1,2})\mathbf {B} _{2,2}}
{\displaystyle \mathbf {M} _{6}:=(\mathbf {A} _{2,1}-\mathbf {A} _{1,1})(\mathbf {B} _{1,1}+\mathbf {B} _{1,2})}
{\displaystyle \mathbf {M} _{7}:=(\mathbf {A} _{1,2}-\mathbf {A} _{2,2})(\mathbf {B} _{2,1}+\mathbf {B} _{2,2})}
Les Ci,j sont alors exprimées comme
{\displaystyle \mathbf {C} _{1,1}=\mathbf {M} _{1}+\mathbf {M} _{4}-\mathbf {M} _{5}+\mathbf {M} _{7}}
{\displaystyle \mathbf {C} _{1,2}=\mathbf {M} _{3}+\mathbf {M} _{5}}
{\displaystyle \mathbf {C} _{2,1}=\mathbf {M} _{2}+\mathbf {M} _{4}}
{\displaystyle \mathbf {C} _{2,2}=\mathbf {M} _{1}-\mathbf {M} _{2}+\mathbf {M} _{3}+\mathbf {M} _{6}}
Le procédé est reproduit récursivement jusqu'à ce que les matrices A et B soient « de petite taille ».
Il n'est pas nécessaire d'itérer le procédé jusqu'à une taille 1. En pratique, l'algorithme de Strassen est utilisé pour les matrices de grande taille. Il divise la taille jusqu'aux dizaines ou centaines et un autre algorithme de multiplication prend ensuite le relais pour calculer le produit des « petites matrices » obtenues.
Dans l'algorithme original de Strassen, chaque niveau de récursion effectue 18 additions et soustractions de blocs en plus des 7 multiplications. En 1970, Shmuel Winograd propose des formules alternatives qui nécessitent le même nombre de multiplications mais seulement 15 additions. En 2010, Marco Bodrato donne une nouvelle variante avec, pour un produit quelconque, toujours 7 multiplications et 15 additions comme dans l'algorithme de Winograd, mais avec moins d'opérations dans le cas particulier du calcul du carré d'une matrice.

## Analyse de la complexité
La multiplication matricielle « naïve » utilise 
{\displaystyle n^{3}=n^{\log _{2}8}}
multiplications des éléments de l'anneau R. Les additions sont généralement ignorées dans le calcul de la complexité car elles sont beaucoup plus rapides que la multiplication, en particulier si la taille des entrées est supérieure à la taille du mot machine.
Avec l'algorithme de Strassen, le nombre de multiplications T(n) est réduit à
{\displaystyle n^{\log _{2}(7)}\approx n^{2{,}807}.}
Cet exposant est obtenu comme la solution, par le Master theorem, de l'équation par récurrence
{\displaystyle T(n)=7\,T(n/2)+\Theta (n^{2}).}
La constante dans la complexité est de l'ordre de 50, ce qui fait que l'algorithme de Strassen n'est efficace que pour des matrices de grandes tailles. Pour les matrices avec peu de coefficients non nuls (matrices creuses), l'algorithme de Strassen n'est pas algorithmiquement efficace non plus.